# 詹特里維爾 (印地安納州)
詹特里維爾（英語：Gentryville）是一個位於美國印地安納州斯潘塞縣的城鎮。

## 人口
根據2010年美國人口普查的數據，詹特里維爾的面積為1.02平方千米，當中陸地面積為1.02平方千米，而水域面積為0.00平方千米。當地共有人口268人，而人口密度為每平方千米263人。